# Cristo
Pour les articles ayant des titres homophones, voir Christo et Cristaux.
Cristo Ramón González Pérez, ou plus simplement appelé Cristo, né le 24 octobre 1997 , est un footballeur espagnol qui joue comme avant-centre pour Al-Sadd SC.

## Biographie

### Tenerife
Né à Santa Cruz de Tenerife, aux Canaries, González commence à jouer avec les jeunes du CD Tenerife en 2008. Il apparaît ensuite avec l'équipe première lors de la pré-saison 2014, étant également appelé pour le match contre la SD Ponferradina le 22 août 2014. 
Le 24 août 2014, avant même d'avoir joué avec l'équipe réserve, González disputé son premier match en tant que professionnel, remplaçant Iker Guarrotxena (en) à la 62e minute d'une défaite 0-1 contre Ponferradina en Segunda División, devenant ainsi le deuxième plus jeune joueur à débuter dans le club. 

### Real Madrid
González signe avec le Real Madrid le 25 juillet 2017. Il fait ses débuts en compétition pour l'équipe senior le 31 octobre 2018, remplaçant Marco Asensio et marquant le but lors d'une victoire 4-0 à l'UD Melilla pour les huitièmes de finale de la Copa del Rey. Sa première apparition en Liga a lieu le 13 janvier suivant, lorsqu'il dispute toute la seconde moitié d'une victoire 2 à 1 à l'extérieur contre le Real Betis après être entré à la place de Karim Benzema, blessé. 

### Udinese
Le 19 juillet 2019, González signe un contrat de cinq ans avec l'Udinese Calcio en Serie A. Le 13 août, cependant, il revient dans son pays d'origine après avoir accepté un accord de prêt d'un an à la SD Huesca.
Le 20 juillet 2020, Cristo inscrit l'unique but d'une victoire 0-1 contre le Sporting de Gijón lors de la dernière journée de Segunda. Cette victoire permet à Huesca d'être sacré champion et de décrocher le premier titre de son histoire, devançant le Cádiz CF d'un point.
Le 10 décembre 2020, il est de nouveau prêté pour une saison, cette fois au CD Mirandés, en Segunda División.

### Arouca
Le 1ᵉʳ juillet 2023, Cristo signe un contrat de deux ans avec le Futebol Clube de Arouca en Liga NOS. Après une excellente saison, avec 15 buts et 9 passe décisive en championnat, il prolonge son contrat jusqu'en 2026,.

## Palmarès
- SD Huesca
  - Champion d'Espagne de Segunda División en 2020